# Ноттінгем Тауншип (округ Вашингтон, Пенсільванія)
Ноттінгем Тауншип (англ. Nottingham Township) — селище (англ. township) в США, в окрузі Вашингтон штату Пенсільванія. Населення — 2941 особа (2020).

## Демографія
Згідно з переписом 2010 року, у селищі мешкало 3036 осіб у 1243 домогосподарствах у складі 977 родин. Було 1308 помешкань
Расовий склад населення:
| - 98,5 % — білих - 0,4 % — чорних або афроамериканців - 0,3 % — азіатів - 0,1 % — корінних американців |

До двох чи більше рас належало 0,5 %. Частка іспаномовних становила 1,0 % від усіх жителів.
За віковим діапазоном населення розподілялося таким чином: 17,6 % — особи молодші 18 років, 65,2 % — особи у віці 18—64 років, 17,2 % — особи у віці 65 років та старші. Медіана віку мешканця становила 48,8 року. На 100 осіб жіночої статі у селищі припадало 102,4 чоловіків;  на 100 жінок у віці від 18 років та старших — 103,0 чоловіків також старших 18 років.
Середній дохід на одне домашнє господарство  становив 96 658 доларів США (медіана — 82 121), а середній дохід на одну сім'ю — 104 115 доларів (медіана — 94 042). За межею бідності перебувало 3,5 % осіб, у тому числі 3,9 % дітей у віці до 18 років та 10,0 % осіб у віці 65 років та старших.
Цивільне працевлаштоване населення становило 1649 осіб. Основні галузі зайнятості: освіта, охорона здоров'я та соціальна допомога — 19,2 %, будівництво — 15,3 %, роздрібна торгівля — 14,1 %.